# سیدال
سیدال مرکز دهستان سیدال و روستایی در بخش سرداران شهرستان نهبندان استان خراسان جنوبی ایران است.

## جمعیت
بر پایه سرشماری عمومی نفوس و مسکن در سال ۱۳۹۵ جمعیت این روستا ۵۸۲ نفر (در ۱۶۹ خانوار) بوده‌است.